# Janvier 2016 en sport
Pour des articles plus généraux, voir 2016 en sport et Janvier 2016.

## Janvier
- 31 décembre au 1 : Tournée des quatre tremplins de saut à ski à Garmisch-Partenkirchen en Allemagne.
- 1 au 10 : Coupe du monde de ski de fond - Tour de Ski en Suisse, Allemagne et Italie.
- 2 au 3 : Tournée des quatre tremplins de saut à ski à Innsbruck en Autriche.
- 2 au 16 : Rallye Dakar en Argentine et en Bolivie.
- 3 au 9 : Hopman Cup de tennis à Perth en Australie.
- 4 au 9 : 4e étape de la coupe du monde de bobsleigh et de skeleton à Lake Placid aux États-Unis.
- 4 au 9 : Tournoi qualificatif européen féminin de volley-ball pour les Jeux olympiques à Ankara en Turquie.
- 5 au 6 : Tournée des quatre tremplins de saut à ski à Bischofshofen en Autriche.
- 5 au 6 : Coupe du monde de ski alpin à Santa Caterina en Italie.
- 5 au 10 : Tournoi qualificatif européen masculin de volley-ball pour les Jeux olympiques à Berlin en Allemagne.
- 6 au 10 : 4e étape de la coupe du monde de biathlon à Oberhof en Allemagne.
- 7 au 10 : Coupe du monde de ski alpin à Zauchensee en Autriche.
- 8 au 9 : Coupe du monde de snowboard à Bad Gastein en Autriche.
- 8 au 10 : Coupe du monde de saut à ski à Willingen en Allemagne.
- 9 au 10 : 5e étape de la coupe du monde de luge à Sigulda en Lettonie.
- 9 au 10 : Championnats d'Europe de patinage de vitesse à Minsk en Biélorussie.
- 9 au 10 : Coupe du monde de combiné nordique à Schonach en Allemagne.
- 10 : Coupe du monde de ski alpin à Adelboden en Suisse.
- 10 au 16 : 5e étape de la coupe du monde de bobsleigh et de skeleton à Park City aux États-Unis.
- 10 au 23 : Championnats d'Europe de water-polo à Belgrade en Serbie.
- 12 : Coupe du monde de ski alpin à Flachau en Autriche.
- 12 au 17 : 5e étape de la coupe du monde de biathlon à Ruhpolding en Allemagne.
- 12 au 17 : Coupe du monde de ski alpin à Wengen en Suisse.
- 14 au 17 : Coupe du monde de saut d'obstacles à Leipzig en Allemagne.
- 14 au 17 : Championnats du monde de vol à ski à Tauplitz/Bad Mitterndorf en Autriche.
- 15 au 17 : Coupe du monde de ski acrobatique à Watles en Italie.
- 15 au 17 : 3e étape de la coupe du monde en salle de tir à l'arc à Nîmes en France.
- 16 au 17 : 3e étape de la coupe du monde de cyclisme sur piste à Hong Kong.
- 16 au 17 : Coupe du monde de combiné nordique à Chaux-Neuve en France.
- 16 au 17 : 6e étape de la coupe du monde de luge à Oberhof en Allemagne.
- 16 au 17 : Coupe du monde de ski alpin à Ofterschwang en Allemagne.
- 16 au 17 : Coupe du monde de ski de fond à Planica en Slovénie.
- 16 au 17 : Coupe du monde de saut à ski à Sapporo au Japon.
- 16 au 17 : Tournoi qualificatif européen de taekwondo pour les Jeux olympiques à Istanbul en Turquie.
- 17 au 31 : 12e édition des championnats d'Europe de handball masculin en Pologne.
- 18 au 23 : 6e étape de la coupe du monde de bobsleigh et de skeleton à Whistler au Canada.
- 18 au 31 : Open d'Australie de tennis à Melbourne en Australie.
- 19 au 24 : UCI World Tour de cyclisme sur route - Tour Down Under en Australie.
- 19 au 24 : Coupe du monde de ski alpin à Kitzbühel en Autriche.
- 20 au 24 : 6e étape de la coupe du monde de biathlon à Antholz-Anterselva en Italie.
- 21 au 24 : Coupe du monde de ski alpin à Cortina d'Ampezzo en Italie.
- 21 au 24 : Coupe du monde de snowboard à Mammoth Mountain aux États-Unis.
- 21 au 24 : Coupe du monde de ski acrobatique à Mammoth Mountain aux États-Unis.
- 22 au 23 : Coupe du monde de ski acrobatique à Nakiska au Canada.
- 22 au 23 : Coupe du monde de saut à ski à Zao au Japon.
- 22 au 24 : Championnats d'Europe de patinage de vitesse sur piste courte à Sotchi en Russie.
- 22 au 24 : Coupe du monde de saut à ski à Zakopane en Pologne.
- 22 au 24 : Coupe du monde de snowboard à Feldberg (Schwarzwald) en Allemagne.
- 22 au 24 : Tournoi Grand Prix de judo à La Havane à Cuba.
- 23 : Coupe du monde de ski acrobatique à Val Saint-Côme au Canada.
- 23 au 24 : Coupe du monde de ski de fond à Nové Město na Moravě en République tchèque.
- 23 au 24 : Coupe du monde de snowboard à Rogla en Slovénie.
- 23 au 30 : Coupe du monde de voile à Miami aux États-Unis.
- 25 au 31 : Championnats d'Europe de patinage artistique à Bratislava en Slovaquie.
- 26 : Coupe du monde de ski alpin à Schladming en Autriche.
- 27 au 31 : Open d'Allemagne de tennis de table à Berlin.
- 28 au 31 : Coupe du monde de ski alpin à Garmisch-Partenkirchen en Allemagne.
- 29 au 31 : Coupe du monde de saut d'obstacles à Zurich en Suisse.
- 29 au 31 : Coupe du monde de dressage à Amsterdam aux Pays-Bas.
- 29 au 31 : Coupe du monde de combiné nordique à Seefeld en Autriche.
- 29 au 31 : Coupe du monde de saut à ski à Sapporo au Japon.
- 29 au 31 : 4e étape et finale de la coupe du monde en salle de tir à l'arc à Las Vegas aux États-Unis.
- 30 : Coupe du monde de ski acrobatique à Calgary au Canada.
- 30 : Coupe du monde de snowboard à Moscou en Russie.
- 30 au 31 : Championnats du monde de luge à Königssee en Allemagne.
- 30 au 31 : Coupe du monde de ski alpin à Maribor en Slovénie.
- 30 au 31 : Coupe du monde de saut à ski à Oberstdorf en Allemagne.
- 30 au 31 : 3e étape des World Rugby Sevens Series masculins de rugby à sept à Wellington en Nouvelle-Zélande.
- 30 au 31 : 24 Heures de Daytona aux États-Unis.